# Rolf Aas
Rolf Aas (né le 12 octobre 1891 à Oslo en Norvège, et mort le 9 avril 1946 dans la même ville) est un joueur de football international norvégien, qui évoluait au poste d'attaquant.

## Biographie

### Carrière en sélection
Avec l'équipe de Norvège, il joue 19 matchs (pour 2 buts inscrits) entre 1912 et 1923. 
Il joue son premier match en équipe nationale le 23 juin 2012 contre la Hongrie et son dernier le 16 septembre 1923 contre la Suède.
Il inscrit un but contre la Suède le 19 août 1917, puis un autre but contre le Danemark le 10 septembre 1922.
Il figure dans le groupe des sélectionnés lors des Jeux olympiques de 1912 puis de 1920. Lors du tournoi olympique de 1920 organisé en Belgique, il joue un match contre la Tchécoslovaquie.

## Palmarès
Mercantile
- Coupe de Norvège (1) :
  - Vainqueur : 1912.